# Міліарій

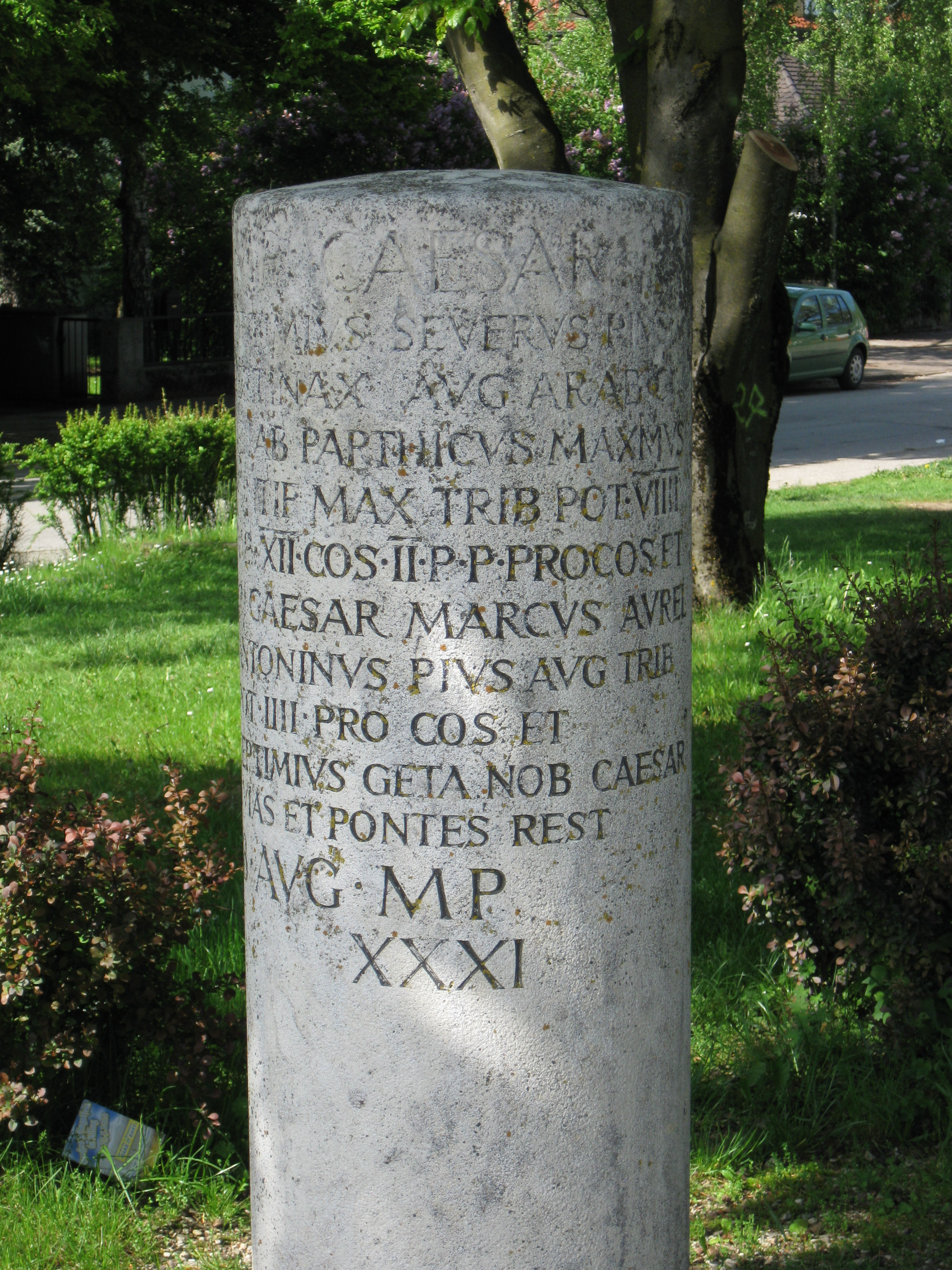
Репілка міліарія в Баварії

Міліа́рій (лат. miliarium) — назва мильових каменів, що встановлювалися вздовж доріг Римської імперії починаючи з III століття до н. е. Міліарії позначали відстань між населеними пунктами та встановлювалися на відстані однієї римської милі один від одного (приблизно 1,5 км). Нині відомо про 7—8 тисяч міліаріїв.

## Історія
Незважаючи на попередні спроби документального обґрунтування, за пропозицією трибуна Гая Семпронія Гракха було ухвалено закон, потім змінений і доповнений у 123 р. до н. е., який детально описував вимоги щодо конструювання основних римських доріг; так було утверджено, що камені мають бути циліндричної форми з прямокутною основою і повинні бути встановлені на дистанції кожної милі (лат. milia passuum, звідси і назва miliarium — «камінь відліку миль»).
У Римській імперії спочатку вказували відстань від меж Сервіївого муру (Mura serviane). У Римі імператор Октавіан Авґуст, y 20 р. до н. е., встановив Milliarium Aureum («золотий мильовий камінь») у Римському Форумі, між ораторською трибуною Ростра і храмом Сатурна (Tempio di Saturno), рештки цієї колони збереглися до сьогодні. На ній були відзначені назви столиць провінцій імперії та відстань до них. Міліарії вказували відстань до найближчої столиці провінції.
По суті римські камені відліку миль являли собою перші знаки дорожнього руху (прототипи сучасних кілометрових знаків).

## Характеристика
Кам'яні колони висотою близько 3 метри та діаметром 50—80 см відігравали значну роль в навігації подорожніх. Їх виготовляли з вапняку, пісковику, граніту чи базальту шляхом обтесування і встановлювали на кубічній основі задля більшої міцності. Маса такого стовпа сягала від 500 кг до кількох тонн.
Написи на міліаріях зазвичай виглядають наступним чином:
- Ім'я магістрата, консула чи імператора, який був при владі в час встановлення колони, а також всі його титули. Зокрема саме цей факт дозволяє археологам та історикам точно встановлювати час виготовлення міліаріїв.
- Дія, такі як fecit (збудував), refecit (відбудував), restituit (відновив) або інші.
- Відстань між місцезнаходженням, назва якого не зазначається, та точкою, з якої починався відлік.

## Приклад напису

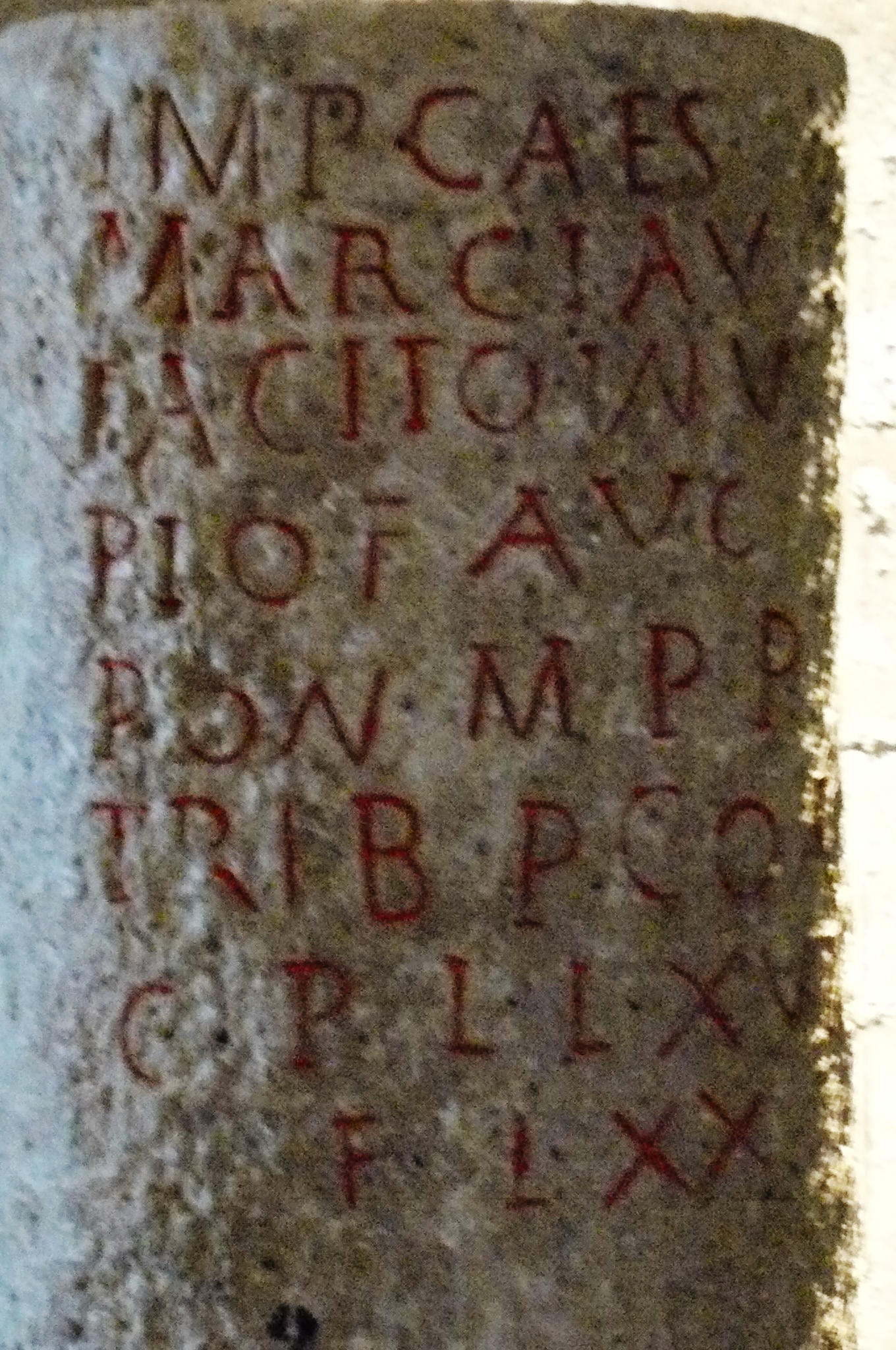
Міліарій з муніципалітету Ром, Франція.

Ось що написано на міліарії, знайденому в Ромі, департаменту Де-Севр у Франції:

| IMP(eratore) CAES(are) MAR(co) CLAV(dio) TACITO INV(icto) PIO F(elici) AVG(usto) PONT(ifice) M(aximo) P(ater) P(atriae) TRIB(uniciae) P(otestatis) CON(sule) II Ad C(ivitatem) P(ictavorum) L(imonum) L(eugae) XVI Ad F(ines) L(eugae) XX Імператор Цезар Марк Клавдій Тацит непереможний, благочестивий, щасливий, август, великий понтифік, батько держави, наділений владою трибуна вперше, консула вдруге, 16 ліг від Лімонуму, столиці Піктонів, 20 ліг від кордону. |
| |

На території сучасної Франції римляни вказували місцеві ліги (фр. lieue) замість римських миль.

## Функції
Щодо конкретних функцій міліаріїв точаться суперечки. Окрім суто практичної функції дорожніх знаків, вони однозначно відігравали роль символічної репрезентації державної влади та були різновидом пропаганди.
Втім, історик Бенджамін Ісаак вважає, що міліарії не просто мали навігаційне призначення, а й також були способом, яким місцева влада демонструвала відданість владі. Ця гіпотеза підтверджується тим, що, наприклад, у східних частинах імперії частина тексту, що напряму стосувалася подорожі, була часто написана давньогрецькою мовою, тоді як згадка імператора все одно писалася латиною, яку місцеві часто не могли прочитати, на відміну від представників бюрократії та військових, що й були цільовою аудиторією цих написів. Таким чином, міліарії були не символом зв'язку між імператором та місцевим населенням, а між імперією та її представниками в провінціях.
Томас Кіссель розвиває цю ідею і стверджує, що оскільки недешеве утримання доріг в належному стані було відповідальністю місцевої спільноти, догляд за міліаріями був одним з виявів лояльності до імперії.
Оскільки міліарії відігравали роль репрезентації влади, її зміна часто означала й заміну міліаріїв. Так, наприклад, 1997 року в Рейсвейку неподалік від Гааги, в одному й тому самому місці були знайдені міліарії чотирьох різних імператорів.

## Образне вживання
У побуті, літературі та журналістиці слово «міліарій» вживається стосовно особи чи події, які стали орієнтирами або чинниками суттєвих змін у історії, культурі, науці чи в повсякденному житті[джерело?].
|                                                 | Я знаю, що ця подорож до Єрусалима стане міліарієм у його житті. І також стане таким самим міліарієм у житті всього Середземномор‘я. Оригінальний текст (італ.) So che questo viaggio verso Gerusalemme rappresenta una pietra miliare nella sua vita. Ma sarà una pietra miliare anche nella vita del Medio Oriente. |
| — Шимон Перес до Івана Павла II, 20 квітня 2000 | |